# Parabolikus hengerkoordináta-rendszer

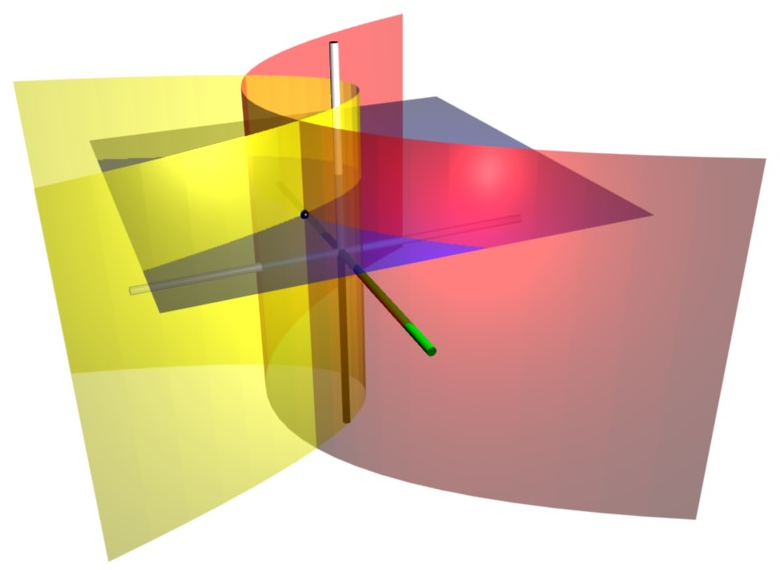
A parabolikus hengerkoordináta-rendszer koordinátafelületei. A piros parabolikus henger megfelel a σ=2 koordinátának, míg a sárga parabolikus henger a τ=1 értékhez tartozik. A kék sík a z=2 síkja. Ezek a felületek a P pontban metszik egymást, melynek Descartes-koordinátái (2, -1.5, 2)

A parabolikus hengerkoordináta-rendszer egy háromdimenziós ortogonális koordináta-rendszer a matematikában. A kétdimenziós parabolikus koordináta-rendszerből származtatható, melyet egy harmadik, annak síkjára merőleges harmadik koordinátával egészít ki. Így koordinátafelületei konfokális parabolikus hengerek. Több alkalmazásuk is van, például az élek potenciálelméletében.

## Definíciók

Parabolikus koordináta-rendszer konstans σ és τ koordinátagörbékkel és az x és y irányú koordinátaegyenesekkel. Ezeket a koordinátákat a z-tengely irányából vetítve látjuk, így ez a diagram a z koordináta bármely értékére érvényes

A (σ, τ, z) parabolikus hengerkoordináták transzformációja (x, y, z) Descartes-féle koordináta-rendszerbe: 
{\displaystyle {\begin{aligned}x&=\sigma \tau \\y&={\frac {1}{2}}\left(\tau ^{2}-\sigma ^{2}\right)\\z&=z\end{aligned}}}
A konstans σ-jú koordinátafelületek konfokális parabolikus hengerek:
{\displaystyle 2y={\frac {x^{2}}{\sigma ^{2}}}-\sigma ^{2}}
melyek az y-tengely pozitív irányába nyitottak. A konstans τ-jú koordinátafelületek szintén konfokális parabolikus hengerek:
{\displaystyle 2y=-{\frac {x^{2}}{\tau ^{2}}}+\tau ^{2}}
melyek az y-tengely negatív irányába nyitottak. Mindezen parabolikus hengerek fókuszegyenese az x = y = 0 egyenes. Az r sugár képlete is egyszerű:
{\displaystyle r={\sqrt {x^{2}+y^{2}}}={\frac {1}{2}}\left(\sigma ^{2}+\tau ^{2}\right)}
ami hasznos a parabolikus koordináta-rendszerben adott Hamilton–Jacobi-egyenlet megoldásában. Lásd még: Laplace–Runge–Lenz-vektor.

## Skálázási tényezők
A σ és a τ parabolikus hengerkoordináták skálázási tényezői:
{\displaystyle {\begin{aligned}h_{\sigma }&=h_{\tau }={\sqrt {\sigma ^{2}+\tau ^{2}}}\\h_{z}&=1\end{aligned}}}

## Differenciálelemek
Az infinitezimális térfogatelem:
{\displaystyle dV=h_{\sigma }h_{\tau }h_{z}d\sigma d\tau dz=(\sigma ^{2}+\tau ^{2})d\sigma \,d\tau \,dz}
A differenciális áthelyezés:
{\displaystyle d\mathbf {l} ={\sqrt {\sigma ^{2}+\tau ^{2}}}\,d\sigma \,{\boldsymbol {\hat {\sigma }}}+{\sqrt {\sigma ^{2}+\tau ^{2}}}\,d\tau \,{\boldsymbol {\hat {\tau }}}+dz\,\mathbf {\hat {z}} }
A differenciális normálterület:
{\displaystyle d\mathbf {S} ={\sqrt {\sigma ^{2}+\tau ^{2}}}\,d\tau \,dz{\boldsymbol {\hat {\sigma }}}+{\sqrt {\sigma ^{2}+\tau ^{2}}}\,d\sigma \,dz{\boldsymbol {\hat {\tau }}}+\left(\sigma ^{2}+\tau ^{2}\right)\,d\sigma \,d\tau \mathbf {\hat {z}} }

## Differenciáloperátorok
Legyen f skalármező! Ekkor:
{\displaystyle \nabla f={\frac {1}{\sqrt {\sigma ^{2}+\tau ^{2}}}}{\partial f \over \partial \sigma }{\boldsymbol {\hat {\sigma }}}+{\frac {1}{\sqrt {\sigma ^{2}+\tau ^{2}}}}{\partial f \over \partial \tau }{\boldsymbol {\hat {\tau }}}+{\partial f \over \partial z}\mathbf {\hat {z}} }
és a Laplace-operátor:
{\displaystyle \nabla ^{2}f={\frac {1}{\sigma ^{2}+\tau ^{2}}}\left({\frac {\partial ^{2}f}{\partial \sigma ^{2}}}+{\frac {\partial ^{2}f}{\partial \tau ^{2}}}\right)+{\frac {\partial ^{2}f}{\partial z^{2}}}}
Legyen A vektormező, melynek alakja:
{\displaystyle \mathbf {A} =A_{\sigma }{\boldsymbol {\hat {\sigma }}}+A_{\tau }{\boldsymbol {\hat {\tau }}}+A_{z}\mathbf {\hat {z}} }
Ekkor a divergencia:
{\displaystyle \nabla \cdot \mathbf {A} ={\frac {1}{\sigma ^{2}+\tau ^{2}}}\left({\partial ({\sqrt {\sigma ^{2}+\tau ^{2}}}A_{\sigma }) \over \partial \sigma }+{\partial ({\sqrt {\sigma ^{2}+\tau ^{2}}}A_{\tau }) \over \partial \tau }\right)+{\partial A_{z} \over \partial z}}
és a rotáció:
{\displaystyle \nabla \times \mathbf {A} =\left({\frac {1}{\sqrt {\sigma ^{2}+\tau ^{2}}}}{\frac {\partial A_{z}}{\partial \tau }}-{\frac {\partial A_{\tau }}{\partial z}}\right){\boldsymbol {\hat {\sigma }}}-\left({\frac {1}{\sqrt {\sigma ^{2}+\tau ^{2}}}}{\frac {\partial A_{z}}{\partial \sigma }}-{\frac {\partial A_{\sigma }}{\partial z}}\right){\boldsymbol {\hat {\tau }}}+{\frac {1}{\sigma ^{2}+\tau ^{2}}}\left({\frac {\partial \left({\sqrt {\sigma ^{2}+\tau ^{2}}}A_{\tau }\right)}{\partial \sigma }}-{\frac {\partial \left({\sqrt {\sigma ^{2}+\tau ^{2}}}A_{\sigma }\right)}{\partial \tau }}\right)\mathbf {\hat {z}} }
A további differenciáloperátorok kifejezhetők a  {\displaystyle (\sigma ,\tau )} koordinátákkal úgy, hogy behelyettesítjük a skálázási tényezőket az ortogonális koordináta-rendszerek általános képleteibe.

## Kapcsolat más koordináta-rendszerekkel
Kapcsolat a (ρ, φ, z) hengerkoordinátákkal:
{\displaystyle {\begin{aligned}\rho \cos \varphi &=\sigma \tau \\\rho \sin \varphi &={\frac {1}{2}}\left(\tau ^{2}-\sigma ^{2}\right)\\z&=z\end{aligned}}}
A parabolikus hengerkoordináta-rendszer egységvektorai kifejezve a Descartes-koordináta-rendszer egységvektoraival:
{\displaystyle {\begin{aligned}{\boldsymbol {\hat {\sigma }}}&={\frac {\tau {\hat {\mathbf {x} }}-\sigma {\hat {\mathbf {y} }}}{\sqrt {\tau ^{2}+\sigma ^{2}}}}\\{\boldsymbol {\hat {\tau }}}&={\frac {\sigma {\hat {\mathbf {x} }}+\tau {\hat {\mathbf {y} }}}{\sqrt {\tau ^{2}+\sigma ^{2}}}}\\\mathbf {\hat {z}} &=\mathbf {\hat {z}} \end{aligned}}}

## Harmonikus függvények
Mivel az összes konstans σ, τ és z értékhez tartozó felület másodfokú felület, Laplace egyenlete szétválasztható a koordináta-rendszerben. A változók szétválasztásával Laplace egyenlete a következő alakba írható:
{\displaystyle V=S(\sigma )T(\tau )Z(z)}
Osztva V-vel:
{\displaystyle {\frac {1}{\sigma ^{2}+\tau ^{2}}}\left[{\frac {\ddot {S}}{S}}+{\frac {\ddot {T}}{T}}\right]+{\frac {\ddot {Z}}{Z}}=0}
Mivel a Z egyenlet elválasztható a többitől, azért:
{\displaystyle {\frac {\ddot {Z}}{Z}}=-m^{2}}
ahol m konstans. A Z(z) megoldása:
{\displaystyle Z_{m}(z)=A_{1}\,e^{imz}+A_{2}\,e^{-imz}}
Behelyettesítve −m2-et {\displaystyle {\ddot {Z}}/Z}-be, Laplace egyenlete a következő alakot ölti:
{\displaystyle \left[{\frac {\ddot {S}}{S}}+{\frac {\ddot {T}}{T}}\right]=m^{2}(\sigma ^{2}+\tau ^{2})}
Most leválaszthatjuk az S és a T függvényeket, és bevezetünk egy újabb konstanst, n2-et. Nyerjük, hogy:
{\displaystyle {\ddot {S}}-(m^{2}\sigma ^{2}+n^{2})S=0}
{\displaystyle {\ddot {T}}-(m^{2}\tau ^{2}-n^{2})T=0}
Így kapjuk a parabolikus henger harmonikusokat:
{\displaystyle S_{mn}(\sigma )=A_{3}y_{1}(n^{2}/2m,\sigma {\sqrt {2m}})+A_{4}y_{2}(n^{2}/2m,\sigma {\sqrt {2m}})}
{\displaystyle T_{mn}(\tau )=A_{5}y_{1}(n^{2}/2m,i\tau {\sqrt {2m}})+A_{6}y_{2}(n^{2}/2m,i\tau {\sqrt {2m}})}
Az (m, n) harmonikus függvényei a megoldások szorzatai. A kombináció csökkenti a konstansok számát, és Laplace egyenletének megoldása írható, mint:
{\displaystyle V(\sigma ,\tau ,z)=\sum _{m,n}A_{mn}S_{mn}T_{mn}Z_{m}}

## Alkalmazások
A parabolikus hengerkoordináta-rendszer klasszikus alkalmazása parciális differenciálegyenletek megoldása, például Laplace egyenletének és a  Helmholtz-egyenletnek megoldásában, mivel így a differenciálegyenletek szétválaszthatókká válnak. Egy példa egy félig végtelen vékony vezető lemez elektromos mezeje.

## Fordítás
Ez a szócikk részben vagy egészben  a   Parabolic cylindrical coordinates című angol Wikipédia-szócikk fordításán alapul.  Az eredeti cikk szerkesztőit annak laptörténete sorolja fel. Ez a jelzés csupán a megfogalmazás eredetét és a szerzői jogokat jelzi, nem szolgál a cikkben szereplő információk forrásmegjelöléseként.